# Toksykometria
Toksykometria – dział toksykologii zajmujący się badaniem ilościowych zależności między stężeniem ksenobiotyku, a efektem jego toksycznego działania na organizm, czyli badaniem stopnia szkodliwości poszczególnych substancji chemicznych. Celem badań toksykometrycznych jest określenie bezpiecznych, dla człowieka i środowiska, stężeń substancji toksycznych. Ilościowa charakterystyka działania trucizn pomaga też wyjaśnić mechanizmy ich działania toksycznego i wypracować metody zapobiegania i leczenie zatruć.

## Zależność dawka–efekt i dawka–odpowiedź

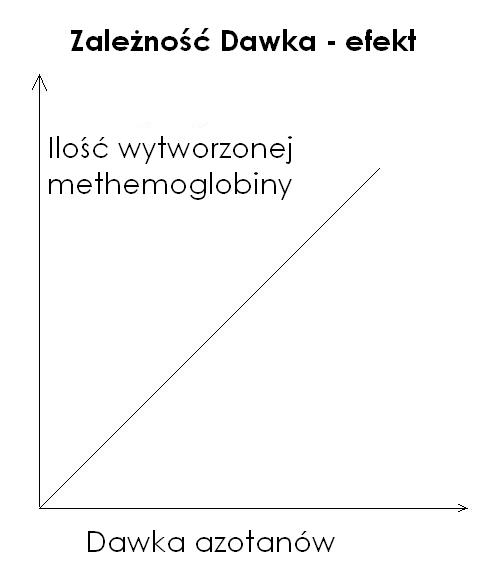
Zależność ilości wytworzonej methemoglobiny od podanej dawki azotanów

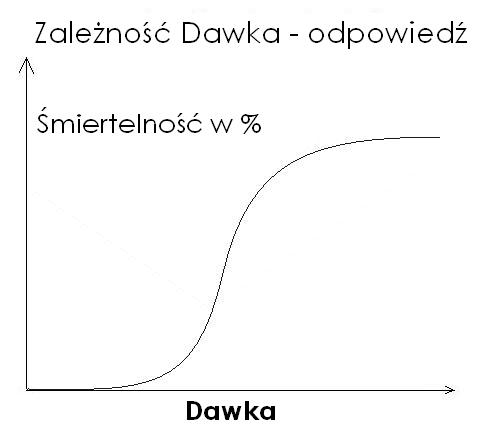

Obserwowanie zależności efektu działania toksycznego od podanej dawki ksenobiotyku jest podstawą badań toksykometrycznych. Jeśli to możliwe, reakcję organizmu na podaną toksynę określa się ilościowo, na podstawie odpowiednich badań. Zależność efektu od dawki może być w takim przypadku przedstawiona za pomocą równania matematycznego:
{\displaystyle f(D)=aD+b}
W taki sposób można opisać, na przykład, działanie methemoglobinotwórcze azotanów. Im większa dawka azotanów, tym więcej powstanie methemoglobiny.
Niektóre reakcje organizmu na ksenobiotyki można opisywać wyłącznie jakościowo, to znaczy obserwuje się wystąpienie reakcji na ksenobiotyk lub całkowity brak reakcji, bez stanów pośrednich. Tego typu efekty (np. śmierć komórki pod wpływem działania toksyny) nazywa się jednostkowymi lub kwantalnymi. Natężenie reakcji kwantalnej bada się nie u jednego osobnika, ale wśród pewnej populacji zwierząt i wyraża się w procentach osobników populacji, u których zaobserwowano efekt działania określonej dawki toksyny. Natężenie to wyraża zależność dawka–odpowiedź, która przyjmuje postać krzywej sigmoidalnej.

## Podstawowe badania toksykometryczne

### Badanie toksyczności ostrej
Toksyczność ostra to silne działanie toksyczne, występujące w krótkim czasie po podaniu jednorazowej dawki ksenobiotyku, lub kilku dawek w ciągu 24 godzin. Toksyczność ostrą ilościowo wyraża parametr LD50, czyli ilość ksenobiotyku, która wywołuje śmierć połowy populacji badanych zwierząt doświadczalnych. W badaniu toksyczności ostrej monitorowanym parametrem jest zatem śmierć zwierzęcia. Monitoruje się również główne kierunki działania toksycznego, co jest pomocne w dalszych badaniach.
W metodzie klasycznej ksenobiotyk w różnych dawkach (przynajmniej trzech) podaje się grupom zwierząt laboratoryjnych drogą dojelitową lub na skórę. W czasie trwania doświadczenia (co najmniej 14 dni) obserwuje się reakcje zwierząt, rejestruje wszystkie przypadki padnięć i zmiany w stanie klinicznym. Określa się czas działania toksycznego, a po zakończeniu doświadczenia przeprowadza się sekcję zwłok wszystkich zwierząt.
Badanie toksyczności ostrej nie zawsze daje powtarzalne wyniki. W różnych badaniach wykazywano znaczne różnice w wartości LD50, co jest powodem podważania celowości prowadzenia tego typu doświadczeń.
Obecnie dąży się do zastąpienia starych metod toksykometrycznych nowszymi, bardziej humanitarnymi. Używa się, między innymi, metody ustalonej dawki (ang. fixed-dose procedure). Metoda to polega na stosowaniu mniej toksycznych dawek badanej substancji, to znaczy takich, które powodują dające się zaobserwować oznaki toksyczności, ale nie powodują zgonu zwierząt. W pierwszym etapie badań, różne dawki podaje się pojedynczym zwierzętom, szukając ilości substancji wywołującej umiarkowaną reakcję toksyczną. Wybraną w ten sposób dawkę podaje się grupie 10 zwierząt  (5 samic i 5 samców) i obserwuje się ich zachowanie oraz stan kliniczny, podobnie jak w metodzie klasycznej, przez 14 dni. Metoda ta pozwala jedynie na określenie prawdopodobnego zakresu dawek odpowiadających LD50.
Prowadzi się również badania na hodowanych in vitro liniach komórkowych i organach zwierzęcych oraz ludzkich.
Badania działania drażniącego prowadzi się na nieowłosionej skórze i oczach. W celu minimalizacji cierpień zwierząt doświadczalnych, nie wykonuje się badania na oczach, jeśli stwierdzi się wcześniej działanie drażniące na skórze. Nie bada się również substancji o niskim (<2) i wysokim (>11) pH, gdyż z góry wiadomo, że substancje te będą działały drażniąco.

#### Klasyfikacja toksyczności
Na podstawie badań toksyczności ostrej na zwierzętach Hodge i Sterner sklasyfikowali substancje toksyczne, dzieląc je na 6 grup, w zależności od LD50. Obecnie w krajach Wspólnoty Europejskiej stosuje się częściej podział substancji toksycznych na 4 klasy.

### Badanie toksyczności podostrej i podprzewlekłej
Celem tych badań jest określenie charakteru działania substancji na narządy i układy organizmu oraz maksymalne dawki nietoksyczne.
Badania prowadzi się na dużych grupach zwierząt (najczęściej 30 samic i 30 samców) przez dłuższy okres (najczęściej 28 lub 90 dni). W czasie badania zwierzętom podaje się codziennie, doustnie ksenobiotyk, przeważnie z paszą. Różnym grupom zwierząt podaje się różne dawki, z których najmniejsza nie powinna wywoływać działania szkodliwego, a największa powinna działać toksyczne, lecz nie powodować śmierci zwierząt. Podobnie jak w badaniach toksyczności ostrej przez cały czas trwania eksperymentu obserwuje się reakcje zwierząt, rejestruje wszystkie przypadki ewentualnych padnięć i zmiany w stanie klinicznym. Określa się czas działania toksycznego, a po zakończeniu doświadczenia wykonuje się sekcję zwłok wszystkich zwierząt (wcześniej uśpionych).
Badania toksyczności podostrej przeprowadza się najczęściej na gryzoniach.

### Badania toksyczności przewlekłej
Celem tych badań jest ocena długotrwałych skutków stosowania danej substancji w małych ilościach. Prowadzą one do ustalenia stężeń bezpiecznych przy długotrwałym narażeniu, czyli ustalenia największej dopuszczalnej dawki (NDD) oraz największego dopuszczalnego stężenia (NDS) - parametrów istotnych w projektowaniu norm BHP.
Testy przeprowadza się analogicznie do badań toksyczności podprzewlekłej, z tą różnicą, że pojedyncze badanie trwa 2 lata. Po zakończeniu obserwacji trzeba wykonać wszystkie badania biologiczne i morfologiczne, jak przy testach na toksyczność podprzewlekłą, a dodatkowo określić efekt kancerogenny, czyli zbadać genotoksyczność.

### Badanie mutageności
Celem tych badań jest ocena zdolności związków chemicznych do wywoływania mutacji w DNA ludzi, a co za tym idzie, ich kancerogenności. Nie wszystkie substancje rakotwórcze mogą być w ten sposób zidentyfikowane, gdyż niektóre z nich przyczyniają się do rozwoju nowotworów nie naruszając genomu komórki.
Badania prowadzi się na bakteriach, grzybach, roślinach, owadach i ssakach oraz na koloniach komórkowych.

### Badanieteratogenności
Badanie szkodliwego wpływu na płód prowadzi się na zwierzętach ciężarnych, najczęściej na gryzoniach. Po upływie okresu ciąży i do trzech miesięcy po niej ocenia się, czy podany ksenobiotyk wywołał wady rozwojowe u płodów.

### Badanie wpływu na płodność i rozrodczość
Ksenobiotyki mogą wywierać działanie toksyczne na układ rozrodczy, zaburzając jego funkcje oraz wpływając na kojarzenie, zapłodnienie, poród i karmienie. W celu zbadania toksyczności substancji w tej dziedzinie przeprowadza się standardowo test trzypokoleniowy. Badanym zwierzętom obu płci podaje się ksenobiotyk w dawkach takich jak dla badania toksyczności przewlekłej, przez 2 miesiące, a następnie kojarzy się je. Urodzone potomstwo obserwuje się przez 21 dni, oceniając ich zachowanie i wszystkie parametry biochemiczne, a następnie usypia. W tym czasie pokolenie rodziców dalej jest karmione paszą z dodatkiem badanego ksenobiotyku i po upływie kilku tygodni ponownie doprowadza się do zapłodnienia. Z urodzonego w drugim miocie potomstwa i pokolenia rodziców wybiera się losową grupę, na której kontynuuje się badania. Po dwóch miesiącach podawania im paszy z dodatkiem badanej substancji kojarzy się je i schemat badań powtarza.

### Badanie działania neurotoksycznego
Badaniu toksycznego wpływu na układ nerwowy poddaje się głównie związki lipofilne i fosforoorganiczne. Tego typu badania przeprowadza się na młodych kurach domowych, którym podaje się dożołądkowo ksenobiotyk w różnych dawkach, przez 28 dni. Następnie ocenia się zachowanie zwierząt - szczególnie objawy działania neurotoksycznego takie jak bezwład, niezborność ruchów, porażenie ruchowe, oraz zachorowalność i śmiertelność. Równocześnie kury poddaje się badaniom biochemicznym, a po zakończeniu eksperymentu przeprowadza się sekcję zwłok.

### Ekstrapolacjawyników badań toksykometrycznych na ludzi
Ze względów humanitarnych badań toksykometrycznych nigdy nie przeprowadza się na ludziach. Z tego względu zachodzi konieczność przewidywania wpływu ksenobiotyków na ludzi na podstawie wyników badań, które zostały wykonane na zwierzętach lub hodowlach tkankowych. Trafna interpretacja wyników testów w odniesieniu do ludzi zależy od:
- wyboru odpowiedniego gatunku zwierząt doświadczalnych
- właściwie wybranej metody ekstrapolacji wyników

Najprostszą metodą przeniesienia wyników ze zwierzęcia na człowieka jest przeliczenie podanej zwierzęciu dawki na masę ciała człowieka. Metoda ta często jednak nie przynosi zadowalających rezultatów, ma zatem ograniczone zastosowanie.
Próbując przewidzieć toksyczne działanie substancji chemicznych na człowieka należy brać pod uwagę następujące fakty:
- mechanizmy działania toksykologicznego są na ogół zbliżone u ludzi i u innych ssaków; niemniej jednak niektóre gatunki zwierząt są szczególnie wyczulone lub szczególnie odporne, w porównaniu do człowieka, na niektóre toksyny
- u zwierząt nie jesteśmy w stanie rozpoznać łagodnych działań niepożądanych, takich jak nudności czy ból głowy
- znaczne różnice we wrażliwości na działanie ksenobiotyków mogą wynikać z różnic w stanie odżywienia organizmu i warunków życia człowieka
- toksyczność związków chemicznych może być modyfikowana przez różne czynniki zewnętrzne i wewnętrzne, zażywane leki, rodzaj wykonywanej pracy itp.
- substancje działające rakotwórczo na zwierzęta prawie zawsze działają również rakotwórczo na ludzi.